# PalaLido
Le PalaLido, connu également sous sa dénomination commerciale de Allianz Cloud, est un palais des sports de la ville de Milan en Italie.
Construit en 1961, il a été restructuré de 2010 à 2019, et rouvert en juin 2019.
Il servira notamment pour le hockey sur glace lors des Jeux olympiques d'hiver de 2026.